# Argungu
Argungu est une zone de gouvernement local de l'État de Kebbi au Nigeria,. C'est le siège de l'émirat d'Argungu, un état traditionnel.

## Liste des émirs d'Argungu
Les émirs d'Argungu sont les successeurs directs des émirs de Kebbi.
- Samaila Ier (ou Karari) (1827-1831) ;
- Yakubu Nabame (en exil de 1831 à 1849) (1831-1854) ;
- Yusufu Mainasara (1854-1859) ;
- Muhammadu Ba Are (1859-1860) ;
- Abdallahi Toga (1860-1883) ;
- Samaila II (ou Sama) (1883-Septembre 1915) ;
- Suleimana (1915-1920) ;
- Muhammadu Sama (1920-1934) ;
- Muhammadu Sani (1934-1942) ;
- Samaïla III (1942-1959) ;
- Muhammadu Shefe (1953-Octobre 1959) ;
- Muhammadu Mera (1959-1996) ;
- Samaïla IV (Depuis 1996).

## Source
- (en) Cet article est partiellement ou en totalité issu de l’article de Wikipédia en anglais intitulé « Argungu » (voir la liste des auteurs).